# St. James (Nova Iorque)
St. James é uma Região censo-designada localizada no estado americano de Nova Iorque, no Condado de Suffolk.

## Demografia
Segundo o censo americano de 2000, a sua população era de 13.268 habitantes.

## Geografia
De acordo com o United States Census Bureau tem uma área de 11,8 km², dos quais 11,8 km² cobertos por terra e 0,0 km² cobertos por água.

## Localidades na vizinhança
O diagrama seguinte representa as localidades num raio de 4 km ao redor de St. James.